# Luitpoldkreuz
Das Luitpoldkreuz war eine einstufige Auszeichnung des Königreiches Bayern.

## Stiftung
Die Auszeichnung wurde vom Prinzregenten des Königreichs Bayern, Prinz Luitpold von Bayern, am 24. Februar 1911 anlässlich seines bevorstehenden 90. Geburtstages gestiftet.
Die Ehrung wurde an Personen verliehen, die 40 Jahre in Staats-, Hof-, Kirchen- oder Gemeindedienst gedient haben. Ausgeschlossen von der Auszeichnung waren Personen, die Mitglied des Ludwigsordens waren, Inhaber der militärischen Dienstauszeichnung 1. Klasse und Anwärter auf dieses Dienstauszeichnungskreuz waren. Pensionäre, die 40 Jahre Dienst erfüllt hatten, erhielten die Auszeichnung rückwirkend verliehen.
Für 50-jährigen Dienst wurde bereits seit 1827 der Ludwigsorden verliehen.

## Herstellung
Hersteller war die Münchener Münze. Das Kreuz war aus matter Goldbronze. Es war ein Kreuz mit einem runden Mittelschild von 17 mm. Auf der Vorderseite war eine Porträt von Luitpold mit der Umschrift LUITPOLD – PRINZ – REGENT – VON – BAYERN, auf  der Rückseite im Mittelschild die sechszeilige Beschriftung FÜR – EHREN – VOLLE – VIERZIG – DIENSTES – JAHRE.
Auf den Rückseite der Armen steht Krone 12. März 1911, was der 90. Geburtstag des Herrschers war.
Das weinrote Band war 36 mm breit und hatte zwei 3 mm breite silberne Seitenstreifen.